# Bible moralisée napolitaine
La Bible moralisée napolitaine est une bible moralisée enluminée datant de 1340-1350. Elle a été commandée par Robert Ier de Naples à un artiste de l'entourage de Giotto di Bondone et achevée sous le règne de son successeur, Jeanne Ire de Naples. Elle est actuellement conservée à la Bibliothèque nationale de France.

## Historique et attribution
Le manuscrit a été commandé par Robert le sage, roi de Naples de la famille d'Anjou et petit-fils de Charles Ier d'Anjou, frère du roi Louis IX. Il était sans doute en possession d'une bible moralisée datée des années 1230 dans une version proche d'un manuscrit aujourd'hui conservée à Vienne. Cette bible française a servi de modèle pour la copie du présent ouvrage, destiné à rappeler les origines françaises du souverain, les bibles moralisées étant des commandes typiques des souverains français. La décoration de l'ouvrage intervient en deux temps. Pour le deuxième temps, il est fait appel à un artiste local pour la décoration de l'ouvrage. Ce dernier a appartenu à l'entourage de Giotto di Bondone, installé à Naples entre 1328 et 1332 et désigné sous le nom de convention de Maître de Giovanni Barrile, auteur de peintures sur panneaux et de fresques de la chapelle Barrile de la basilique San Lorenzo Maggiore par ailleurs.

## Description
Le texte de cette bible est très proche de la Bible moralisée de Vienne 2554 mais reprend aussi des éléments présents dans les autres bibles moralisées du XIIIe siècle à Paris. Il contient une partie de l'Ancien Testament de la Genèse jusqu’au 3e livre des Juges (f.1-112v) puis une partie du Nouveau Testament : de l’expulsion de Joachim du Temple jusqu’à la Pentecôte, (f.113-189v.). Mais contrairement aux bibles moralisées françaises, sa décoration ne reprend pas le même schéma de petites vignettes accolées comparant l'Ancien et le Nouveau Testament. Sa décoration est composée de deux parties. Dans la première partie, correspondant à l'Ancien Testament, se trouvent 128 petites miniatures illustrant dans leur partie supérieure, l'épisode vétéro-testamentaire et sa moralisation dans la partie inférieure. Les 76 miniatures du Nouveau Testament sont au contraire composées comme de petits tableaux en pleine page inspirés de la peinture de Giotto dont l'artiste a sans doute été un disciple. Le style rappelle les fresques réalisées à la même époque par les suiveurs du maître florentin et le fait que la peinture de cette partie du manuscrit s'est écaillée s'explique peut-être par le fait que l'artiste était plutôt spécialisée dans la fresque que dans la peinture de manuscrit. Chaque peinture, enluminée sur un fond d'or, représente une scène tirée dans une première partie de la Légende dorée, puis, à partir de l'Annonciation (f.129) des textes canoniques du Nouveau Testament.

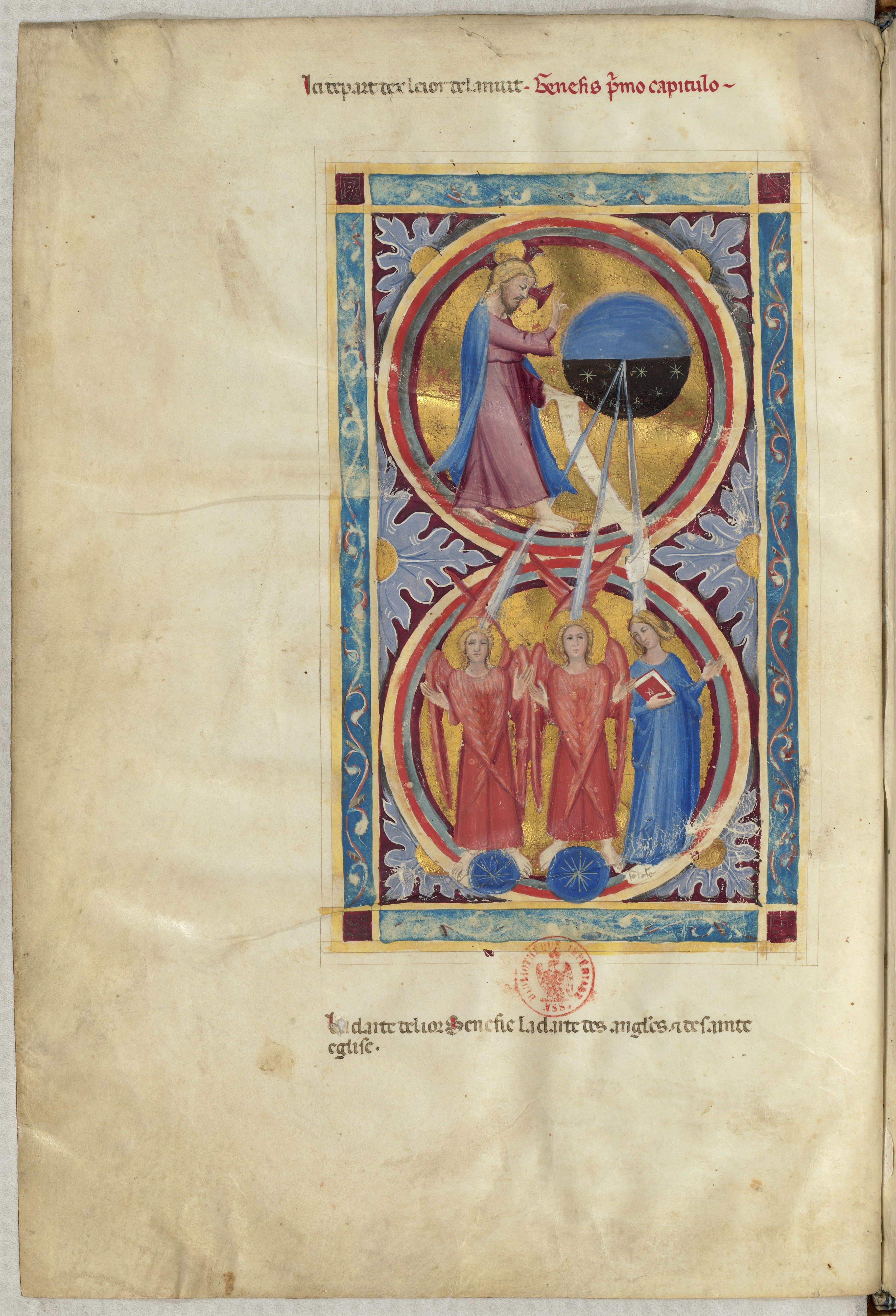
Genèse, création du ciel et de la terre, f.2v
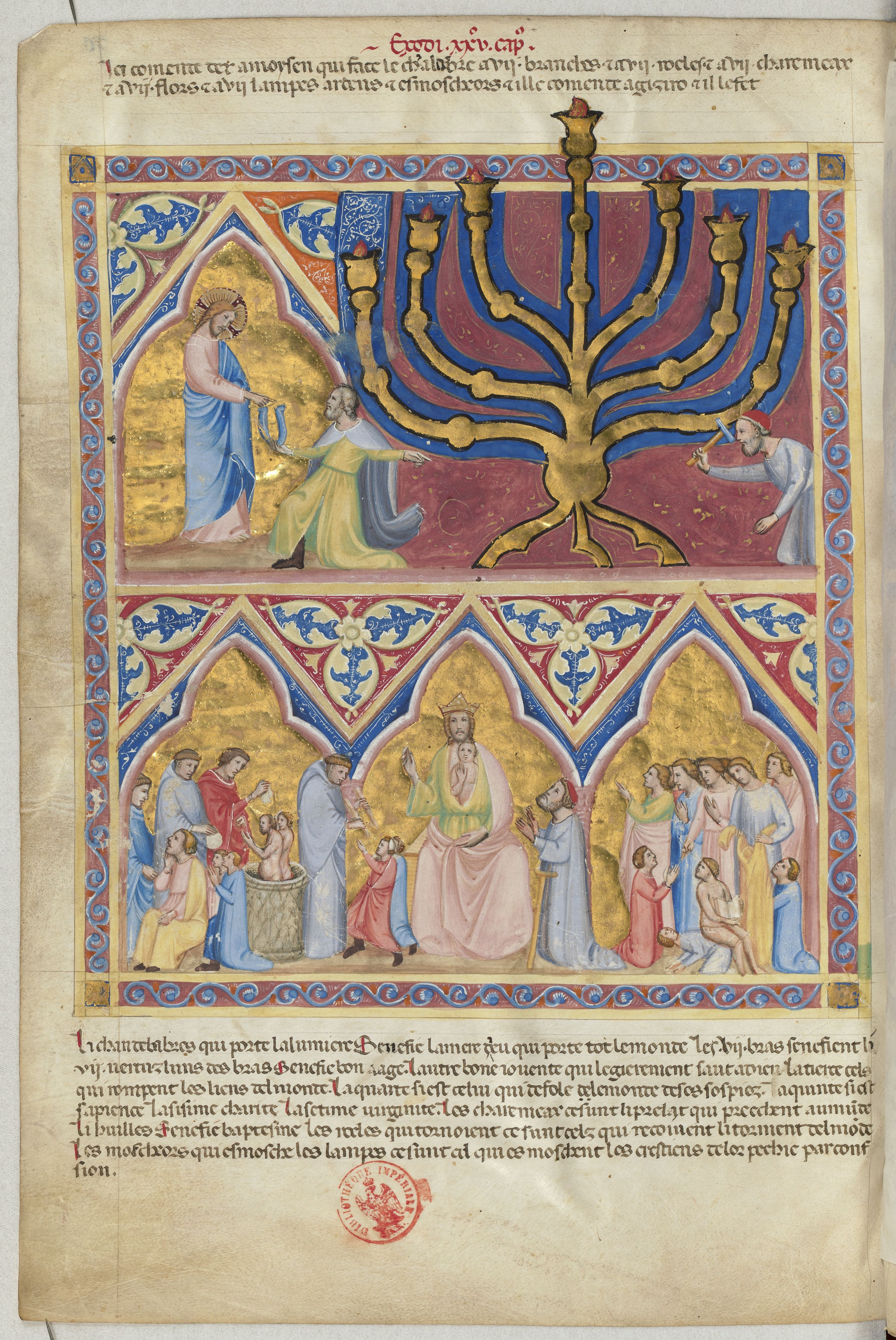
Livre de l'Exode, le candélabre à 7 branches, f.70v
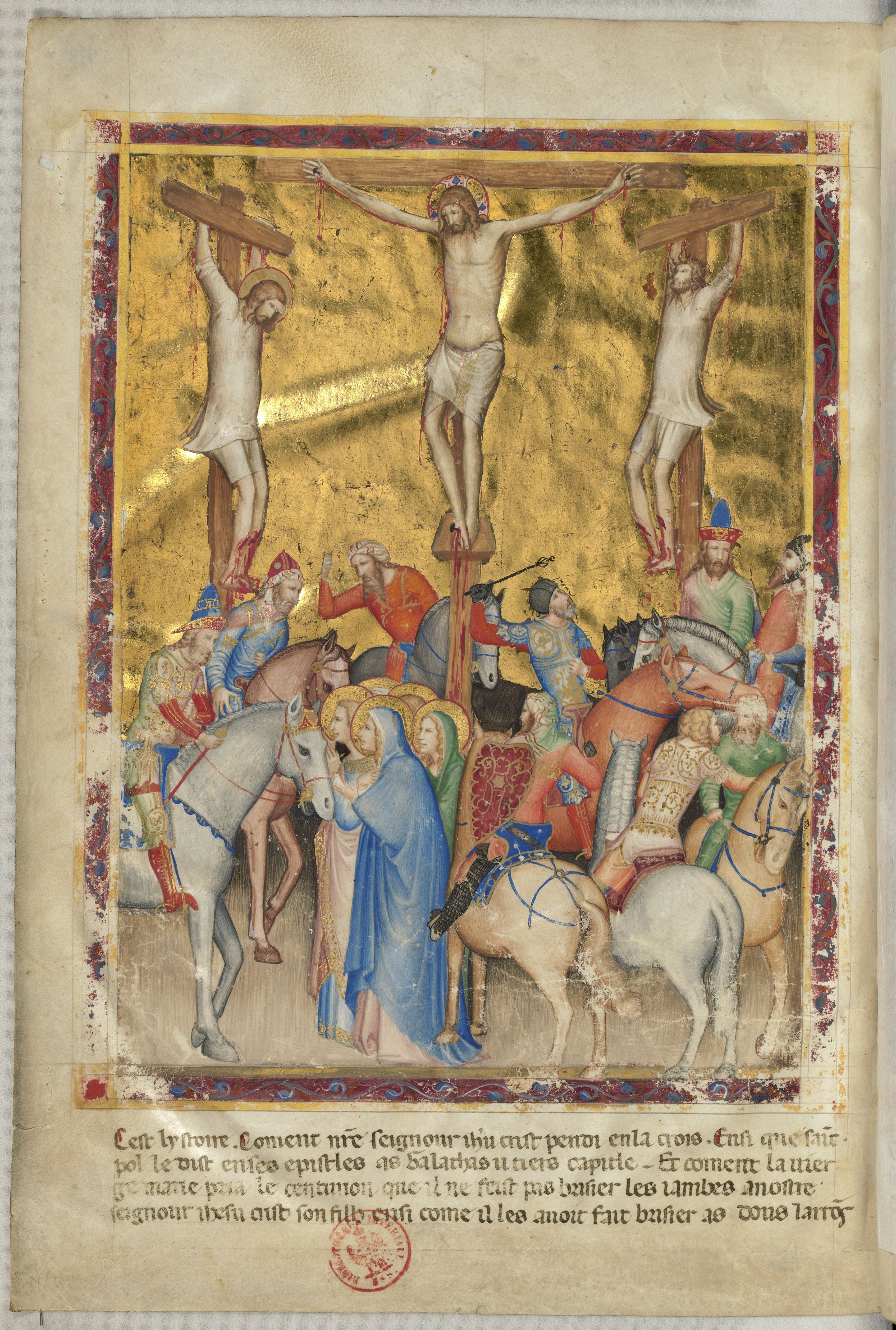
Crucifixion, f.178v